# Șocul aprovizionării
Un șoc de aprovizionare este un eveniment care crește sau scade brusc oferta unei mărfuri sau a unui serviciu sau a mărfurilor și serviciilor în general. Această schimbare bruscă afectează prețul de echilibru al bunului sau serviciului sau nivelul general al prețurilor din economie.
Pe termen scurt, un șoc negativ al aprovizionării la nivelul întregii economii va deplasa curba ofertei agregate spre stânga, scăzând producția și crescând nivelul prețurilor. De exemplu, impunerea unui embargo asupra comerțului cu petrol ar provoca un șoc negativ al ofertei, deoarece petrolul este un factor cheie de producție pentru o mare varietate de bunuri. Un șoc de ofertă poate provoca stagflație din cauza unei combinații de creștere a prețurilor și scădere a producției.
Pe termen scurt, un șoc pozitiv al aprovizionării la nivelul întregii economii va deplasa curba ofertei agregate spre dreapta, crescând producția și scăzând nivelul prețurilor. Un șoc pozitiv al aprovizionării ar putea fi un progres în tehnologie (un șoc tehnologic) care face producția mai eficientă, crescând astfel producția.

## Analiză tehnică

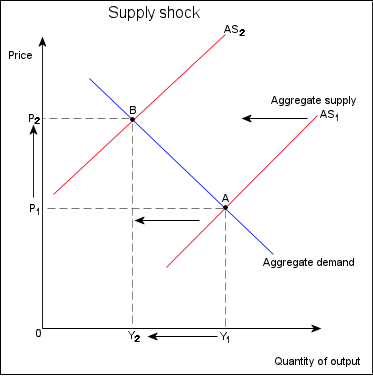
Șoc de aprovizionare negativ

Diagrama din dreapta demonstrează un șoc negativ al ofertei; Poziția inițială este în punctul A, producând cantitatea de ieșire Y1 la nivelul prețului P1 . Când există un șoc de aprovizionare, acesta are un efect negativ asupra ofertei agregate: curba ofertei se deplasează la stânga (de la AS1 la AS2 ), în timp ce curba cererii rămâne în aceeași poziție. Intersecția curbelor cererii și ofertei s-a mutat acum, iar echilibrul este acum punctul B; cantitatea a fost redusă la Y2, în timp ce nivelul prețurilor a fost crescut la P2 .
Panta curbei cererii determină cât de mult răspund nivelul prețului și producția la șoc, cererea mai inelastică (și, prin urmare, o curbă a cererii mai abruptă), determinând un efect mai mare asupra nivelului prețului și un efect mai mic asupra cantității.